# Nordre älv-Tomtebacken
Nordre älv-Tomtebacken este o arie protejată (arie specială de conservare — SAC, sit de importanță comunitară — SCI) din Suedia întinsă pe o suprafață de 132,1 ha, integral pe uscat.

## Localizare
Centrul sitului Nordre älv-Tomtebacken este situat la coordonatele 57°50′21″N 11°54′08″E / 57.8393°N 11.9023°E.

## Înființare
Situl Nordre älv-Tomtebacken a fost declarat sit de importanță comunitară în noiembrie 2003 pentru a proteja 1 specie de plante. Situl a fost protejat și ca arie specială de conservare în martie 2011.

## Biodiversitate
Situată în ecoregiunea continentală, aria protejată conține 4 habitate naturale: Pajiști uscate europene, Pajiști cu Molinia pe soluri calcaroase, turboase sau argilos-nămoloase (Molinion caeruleae), Formațiuni ierboase bogate în specii de Nardus, dezvoltate pe substraturi silicioase în zone montane (și în zone submontane, în Europa continentală), Pajiști fino-scandinave uscate până la mezice, bogate în specii de altitudine mică.
La baza desemnării sitului se află o specie protejată de  plante: Hamatocaulis vernicosus.